# Симада, Масахико
Масахи́ко Сима́да (род. 13 марта 1961 года) — японский писатель, драматург, актёр, профессор Университета Хосэй, председатель Японского союза литераторов.

## Биография
В 1984 году окончил кафедру русского языка и литературы Токийского университета. Первый рассказ Симады, «Дивертисмент для добрых леваков», принёс двадцатидвухлетнему автору признание: работа была номинирована на премию Акутагавы. В 1984 году Симада получил премию Номы за свой роман «Музыка для королевства сомнамбул».
Автор более семидесяти книг, Симада также преподаёт в высшей школе, пишет либретто для опер, играет в театре и в кино. Заметной работой Симады стало либретто к фильму-опере «Jr. Butterfly» Вернера Херцога.
В 2017 году Масахико Симада выступил с гостевой лекцией об искусственном интеллекте в Санкт-Петербургском государственном университете.

## На русском языке
- Симада М. Царь Армадилл. — М.: Изд-во «ЭКСМО»; СПб; Из-во «Домино», 2003. — 208 с. ISBN 5-699-04386-1
- Симада М. Любовь на Итурупе. — М.: Изд-во «Иностранка», 2006. — 220 с.